# Elizabeth Aston
Elizabeth Edmondson, nota anche come Elizabeth Aston ed Elizabeth Pewsey (Santiago del Cile, 21 febbraio 1948 – Oxford, 11 gennaio 2016), è stata una scrittrice inglese.
Le sue opere rientrano prevalentemente nel filone letterario del romanzo storico o poliziesco. Studiò la scrittrice inglese Jane Austen al St Hilda's College di Oxford e molti dei suoi romanzi sono adattamenti o proseguimenti delle opere della Austen, incominciando da Mr. Darcy's Daughters del 2003. Edmondson fondò anche un'orchestra dilettantistica giovanile per dare opportunità musicali ai giovani della zona di York, un'organizzazione attiva dal 1992. Suo figlio, Anselm Audley, è anch’egli romanziere.

## Biografia

### Carriera
Edmondson firmò le sue opere con il suo nome, con quelli di Elizabeth Aston, Elizabeth Pewsey and Gally Marchmont essendo Aston il cognome del marito. I suoi primi romanzi furono la serie Mountjoy, sei libri del genere commedia che descrive:
(da un'intervista alla scrittrice)
Il primo, Children of Chance, fu pubblicato nel 1994 sotto lo pseudonimo di Elizabeth Pewsey. Due successivi romanzi autonomi seguirono negli anni quaranta e cinquanta (Losing Larry and Finding Philippe). Entrambi sono stati successivamente riediti, con qualche variazione, sotto il nome di Elizabeth Aston.
Gran parte del corpus delle opere di Elizabeth Edmondson contiene personaggi e ambienti dei romanzi di Jane Austen

Ella disse che Austen aveva la stessa attrattiva di Mozart:
(Conversazione con Elizabeth Edmondson)
Qualcuno ha definito i libri di Aston come "romanzi dei tifosi di Jane Austen" Ella fu uno/-a dei più prolifici scrittori/-trici che hanno scritto storie che trattano le famiglie Darcy, Collins, and Bingley families.
Il primo romanzo uscito sotto il nome di "Elizabeth Aston", Mr. Darcy's Daughters, fu pubblicato nel 2003 come il seguito di Orgoglio e pregiudizio della Austen. Esso tratta delle cinque figlie di Mr. Darcy e di Elizabeth Bennet allorché "navigano" nella società londinese, mentre i loro genitori sono a Costantinopoli. Il romanzo fu un successo per la casa editrice Simon & Schuster e la convinse a scrivere altri adattamenti e seguiti di altri autori, come le serie di Fitzwilliam Darcy, Gentleman. Le serie Darcy della Aston finirono con l'includere cinque altri romanzi: The Exploits & Adventures of Miss Alethea Darcy (2004), The True Darcy Spirit (2006), The Second Mrs. Darcy (2007), The Darcy Connection (2008), e Mr. Darcy's Dream (2008). Mentre le serie condividevano personaggi comuni, Edmondson diede a ciascun testo un'unica storia ed eroina, sostenendo che non doveva aver importanza l’ordine di lettura dei romanzi ma che doveva essere ancora piacevole seguire ogni serie dall'inizio.
Nel 2010 Edmondson pubblicò Writing Jane Austen, un romanzo contemporaneo che parlava di un autore cui era stato richiesto di completare un manoscritto di Jane Austen recentemente scoperto, nonostante egli non avesse mai letto prima un romanzo della Austen. Credendo che Austen fosse un romanziere moderno che «scriveva dei suoi tempi e costumi», Edmondson pensò che sarebbe stato interessante scrivere un romanzo ispirato a Jane Austen, ma ambientato nel tempo presente. In una recensione di Publishers Weekly, Edmondson si disse orgogliosa di aver scritto «un'arguta lettera d'amore di più pagine all'opera di Austen», mentre il The Washington Post definì il libro della Edmondson come una divertente e romantica commedia e osservò che lei «chiaramente si compiaceva immaginando quel che Austen avrebbe potuto scrivere se non fosse deceduta alla giovane età di quarantun anni. Uno dei racconti della Edmondson The Ghostwriter fu incluso nell'antologia di Jane Austen  Jane Austen Made Me Do It, pubblicato nel 2011.
Parallelamente alle serie Darcy, e fino alla fine della sua carriera, Edmondson scrisse una serie di vecchi misteri ambientati negli anni trenta, quaranta e cinquanta. La maggior parte di questi era ambientata in qualche modo nel mondo dell'aristocrazia inglese, descrivendo maestose dimore, segreti di famiglia e le preoccupazioni continue della Edmondson per le spie, i segreti e la Guerra fredda (che descrisse per la prima volta nel quinto romanzo della serie Mountjoy Unaccustomed Spirits). I suoi primi vecchi misteri 
The Frozen Lake, ambientato nel distretto dei laghi; Voyage of Innocence, ambientato nella Oxford anteguerra, e The Villa in Italy, nel dopoguerra italiano.
I suoi ultimi libri furono Very English Mysteries, dei quali ella completò solo due della serie prevista prima di morire nel 2016 (A Man of Some Repute e A Question of Inheritance, oltre alla novella A Youthful Indiscretion). Questi furono ambientati nella immaginaria città del West di Selchester, con l'invalido agente dell'MI6, Hugo Hawksworth, come protagonista. Il terzo libro, A Matter of Loyalty, fu scritto in base alle sue note dal figlio Anselm Audley, anch'egli scrittore, e pubblicato nell'ottobre del 2017.
I suoi libri sono stati tradotti in numerose lingue, tra le quali il francese, lo spagnolo, il portoghese, il tedesco e lo slovacco.
The Guardian pubblicò un saggio di Edmondson nel 2014, che fu la versione editoriale di un dibattito tenuto da lei all'Oxford Literary Festival. Nel saggio, ella critica il termine genre fiction e literary fiction come "termini subdoli" usati dall'editoria, scrivendo che:
(Edmondson in un dibattito all'Oxford Literary Festival.)

### Vita personale
Sia la madre che la nonna della Edmondson erano scrittrici in Sudamerica e il padre era un giornalista. Nonostante fosse stata chiamata con il nome del personaggio della Austen, Elizabeth Bennet, la Edmonson non lesse alcun libro della scrittrice inglese fino all'età di tredici anni, quando lesse Orgoglio e pregiudizio. Ella ne divenne subito patita tutti i sei romanzi dell'autrice.
Verso la fine degli anni sessanta, Edmondson studiò lingua e letteratura inglese al St Hilda's College, dove aveva studiato la Austen sotto il biografo dell'autrice Lord David Cecil.
Edmondson descriveva il "rigore" dei suoi tempi a Oxford come "tremendamente utile", poiché le permise di studiare i tempi della Austen come il linguaggio e lo sfondo dei suoi romanzi.
Nel 1992 la Edmondson fondò una orchestra dilettantesca a York, che chiamò "Yorchestra". Si trattò di un'organizzazione benefica per dare opportunità musicali a giovani del posto. 
Ella visse a Oxford e in Italia, possedendo una propria abitazione nella zona nord di Roma. Sposò uno storico e traduttore, Paul Aston, con il quale visse per trent'anni, fino alla di lui morte, nel 2011. La coppia ebbe due figli Anselmo ed Eloisa. Anselmo è un romanziere che scrive sotto il nome di Anselm Audley. Un anno dopo la morte del marito, Elisabetta organizzò uno spettacolo di beneficenza per la raccolta di fondi per il Sobell House Hospice in Headington, dove il marito aveva terminato i suoi giorni. Entrambi i figli parteciparono alla performance musicale. Elizabeth Edmondson morì l'11 gennaio 2016 a Oxford.

## Opere
Serie Darcy
- Mr. Darcy's Daughters (2003)
- The Exploits & Adventures of Miss Alethea Darcy (2004)
- The True Darcy Spirit (2006)
- The Second Mrs. Darcy (2007)
- The Darcy Connection (2008)
- Mr. Darcy's Dream (2008)

Novelle Darcy
- Mr. Darcy's Christmas (2013)
- Mr. Darcy's House Party (2014)
- Mr. Darcy's Masquerade (2014)
- Mr. Darcy's Drama (2015)

Serie Mountjoy
- Children of Chance
- The World, the Flesh & the Bishop
- Unholy Harmonies
- Volcanic Airs
- Unaccustomed Spirits
- Brotherly Love

Serie Vintage Mystery
- The Frozen Lake
- The Villa in Italy
- Villa on the Riviera (previously published as The Art of Love)
- Night & Day
- Finding Philippe
- Fencing with Death (previously published as Losing Larry)

Serie A Very English Mystery
- A Man of Some Repute
- A Question of Inheritance
- A Youthful Indiscretion
- A Matter of Loyalty

Altre opere
- The Way of the World(pubblicatom poi come Mr Darcy's Daughters)(2003)
- The Art of Love (2007) (pubblicato poi come The Villa on the Riviera)
- Writing Jane Austen: A Novel (2010)
- Voyage of Innocence (2010)
- The Painted Fan (2014)
- Valentine's Day (2014)